# Diocèse de Vinh
Le diocèse de Vinh (Dioecesis Vinhensis) est un territoire ecclésial de l'Église catholique au Viêt Nam suffragant de l'archidiocèse d'Hanoï.

## Territoire
Le diocèse se trouve dans la partie nord du pays (Tonkin). Son siège est à Vinh, à la cathédrale Notre-Dame-de-l'Assomption. Il englobe 93 paroisses.

## Historique
Le vicariat apostolique du Tonkin méridional est érigé le 27 mars 1846 par le bref apostolique Ex debito de Grégoire XVI, recevant son territoire du vicariat apostolique du Tonkin occidental (aujourd'hui archidiocèse d'Hanoï). Il est confié aux missionnaires des Missions étrangères de Paris.
Il change de nom le 3 décembre 1924, devenant vicariat apostolique de Vinh.
Il est élevé au rang de diocèse le 24 novembre 1960, par le décret Venerabilium nostrorum de Jean XXIII. Le diocèse possède un séminaire pour la formation des futurs prêtres depuis 1988. Il se trouve à Nghi Dien, dans le district de Nghi Loc. C'est l'un des sept séminaires autorisés du pays par les autorités gouvernementales. Le 22 décembre 2018, il est divisé pour donner naissance au diocèse de Hà Tĩnh.

## Ordinaires
- Jean-Denis Gauthier, M.E.P. † (27 mars 1846 - 8 décembre 1877 décédé)
- Yves-Marie Croc, M.E.P. † (8 décembre 1877 - 11 octobre 1885 décédé)
- Louis-Marie Pineau, M.E.P. † (21 mai 1886 - 2 juin 1910)
- François Belleville, M.E.P. † (9 février 1911 - 7 juillet 1912 décédé)
- André-Léonce-Joseph Eloy, M.E.P. † (11 décembre 1912 - 30 juillet 1947 décédé)
- Jean-Baptiste Tran-Huu-Duc † (14 juin 1951 - 5 janvier 1971 décédé), premier évêque originaire du pays
- Pierre-Marie Nguyen Van Nang † (5 janvier 1971 - 6 juillet 1978 décédé)
- Pierre-Jean Trân Xuân Hap † (10 janvier 1979 - 11 décembre 2000)
- Paul-Marie Cao Ðình Thuyên (11 décembre 2000 - 13 mai 2010)
- Paul Nguyên Thai Hop, O.P. (13 mai 2010-22 décembre 2018), nommé 1er évêque de Hà Tĩnh
- Alphonse Nguyên Huu Long, P.S.S. (depuis le 22 décembre 2018)

## Statistiques
| année | baptisés | population totale | pourcentage de baptisés | prêtres | catholiques par prêtre | religieuses | paroisses |
| ----- | -------- | ----------------- | ----------------------- | ------- | ---------------------- | ----------- | --------- |
| 1963  | 156 195  | -                 | -                       | 117     | 1335                   | 64          | 135       |
| 1979  | 264 000  | 3 300 000         | 8                       | 95      | 2778                   | 185         | 137       |
| 1999  | 429 528  | 4 929 528         | 8,7                     | 99      | 4338                   | 153         | 151       |
| 2000  | 421 563  | 4 822 393         | 8,7                     | 108     | 3903                   | 168         | 143       |
| 2001  | 417 890  | 4 984 000         | 8,4                     | 111     | 3764                   | 201         | 151       |
| 2003  | 446 300  | 4 984 000         | 9                       | 124     | 3599                   | 214         | 144       |
| 2004  | 453 018  | 5 766 000         | 7,9                     | 126     | 3595                   | 338         | 143       |
| 2010  | 492 971  | 6 155 000         | 8                       | 161     | 3061                   | 697         | 179       |
| 2014  | 523 046  | 5 218 600         | 10                      | 219     | 2388                   | 833         | 186       |
| 2018  | 281 934  | 3 065 300         | 9,2                     | 126     | 2238                   | 721         | 93        |

## Source
- Annuaire pontifical de 2011